# Spixworth
Spixworth is een civil parish in het bestuurlijke gebied Broadland, in het Engelse graafschap Norfolk met 3718 inwoners.